# عنيطط (المضاربة والعارة)

تعديل مصدري - تعديل

عنيطـط هي إحدى قرى عزلة المضاربة بمديرية المضاربة والعارة التابعة لمحافظة لحج، بلغ تعداد سكانها 353 نسمة حسب تعداد اليمن لعام 2004.